# نويل دوريون
نويل دوريون هو محامي وسياسي كندي، ولد في 24 يوليو 1904 في مدينة كيبك في كندا، وتوفي في 9 مارس 1980. حزبياً، نشط في الحزب الكندي التقدمي المحافظ. وقد انتخب عضو مجلس العموم الكندي.